# ティンプーFC
ティンプー・フットボールクラブ（英語: Thimphu Football Club）は、ブータンの首都ティンプーをホームタウンとしていたサッカークラブ。ブータン王室のサッカークラブである。

## 歴史
ティンプーFCは2015年に創設された。2019年に解散した。

## 歴代所属選手
- 伊藤壇 2015-